# 夜のブラキタ
夜のブラキタ（よるのブラキタ 英：Night Brunch Hokkaido）は、2022年10月6日からHBCテレビで放送されているテレビ番組。

## 概要
「ブラキタ」の姉妹番組として、旬のファッション・レジャー・ショッピング・映画・グルメ・芸能などの幅広い情報や北海道の最新トレンドや週末に役立つ情報をまとめ、深夜だからこその等身大なトークを交えつつ若者目線で緩く発信するバラエティ番組。
2025年4月5日より夜のサタブラとして土曜深夜に移動した。

## 放送時間
- 木曜 深夜0:56 - 01:26（JST）

## 出演者

### スタジオ出演
- NORD（安保卓城・島太星・瀧原光・舟木健）※週替わりで1 - 2名
- 札幌在住モデル（mitsuki[2]・kanon[3]・rina[4]・濱木琴音[5]・吉田晴香）※週替わりで1名
- コロネケン・束田（不定期出演）
- 大竹彩加（HBCアナウンサー）

※毎週4名がスタジオ出演予定

### リポーター（VTR出演）、ナレーター
- miku[6]
- 木下遥
- 田丸夏歩[7]
- 木村ケイセリン
- 松本彩
- 藤原佐智
- 36号線・大田黒ヒロタカ
- 堀内美里（HBCアナウンサー、ナレーション）

### ゲスト
- ジェラードン（2023年1月20日、27日）
- 増田英彦（ますだおかだ）（2023年2月3日、10日）

### 過去の主演者
- yuna（2022年10月 - 2023年4月）